# Klarissenkirche (Bratislava)

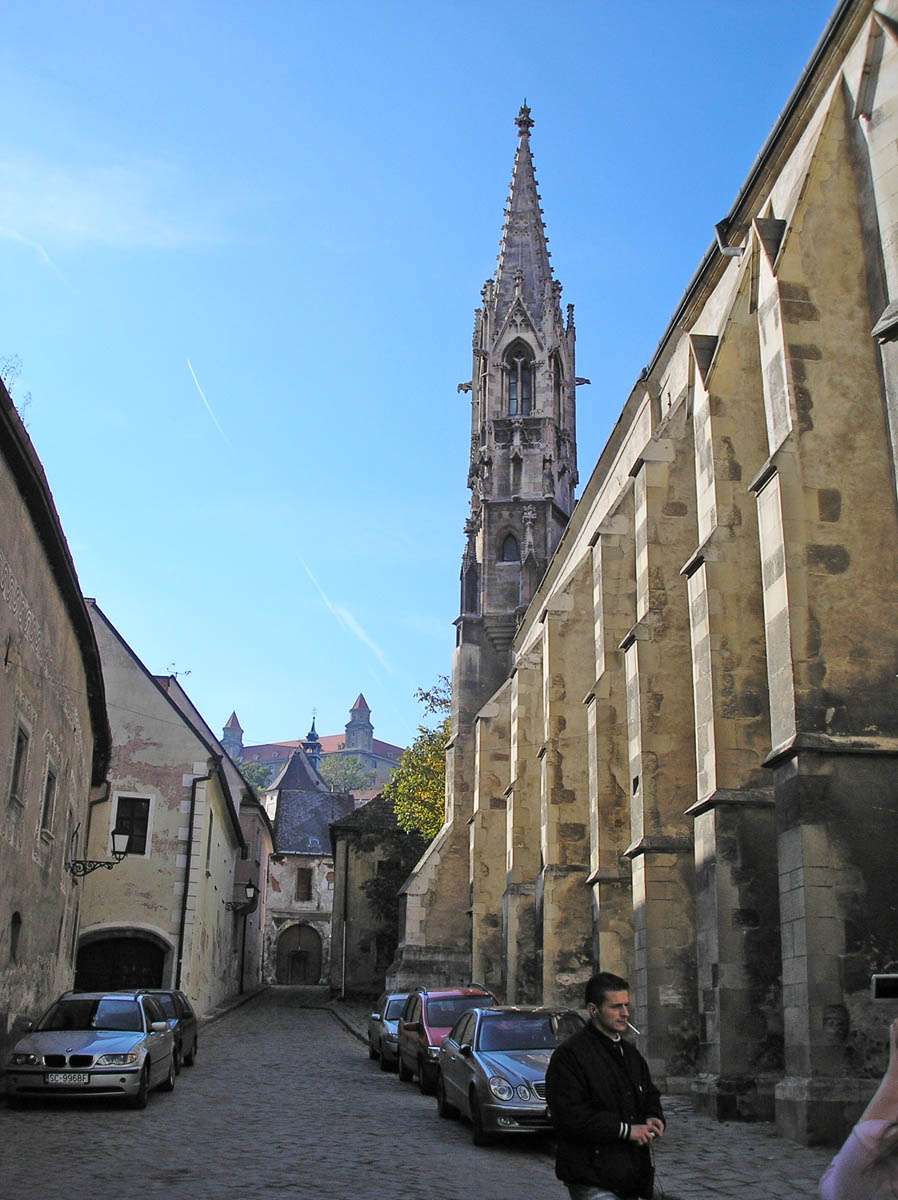
Klarissenkirche Bratislava

Die Klarissenkirche (slow. Kostol klarisiek, Klariský kostol) ist eine Kirche in der slowakischen Hauptstadt Bratislava. Sie gehört zum Komplex des Klosters der Klarissen in der Altstadt.

## Geschichte
Die Zisterzienserinnen, die 1232 in Bratislava ein Kloster gegründet hatten, übernahmen 1297 die Regel des Klarissenordens und errichteten mit Unterstützung des Königs im 14. Jahrhundert eine Kirche und ein Kloster. 1782 wurde das Klarissenkloster aufgelöst; die Kirche wurde Sitz der juristischen Akademie und des Gymnasiums. In heutiger Zeit dient sie als Konzert- und Theatersaal sowie für Ausstellungen.

## Aussehen
Bei der Klarissenkirche handelt es sich um eine Saalkirche im gotischen Stil. Ein prismenförmiger Turm kam im 15. Jahrhundert hinzu. Aus dem 18. Jahrhundert sind Haupt- und Seitenaltare erhalten, ebenso der Predigerstand.